# RFU Championship 2015-16
La RFU Championship 2015-16, conocida por razones de patrocinio como Greene King IPA Championship, fue la vigésimo novena edición del torneo de segunda división de rugby de Inglaterra.

## Primera fase
| Pos. | Equipo              | Encuentros | Encuentros | Encuentros | Encuentros | Tantos | Tantos | Tantos | PB | Puntos |
| Pos. | Equipo              | PJ         | PG         | PE         | PP         | F      | C      | Dif    | PB | Puntos |
| ---- | ------------------- | ---------- | ---------- | ---------- | ---------- | ------ | ------ | ------ | -- | ------ |
| 1    | Bristol Bears       | 22         | 20         | 0          | 2          | 718    | 397    | 321    | 15 | 95     |
| 2    | Doncaster Knights   | 22         | 15         | 2          | 5          | 588    | 470    | 118    | 15 | 79     |
| 3    | Yorkshire Carnegie  | 22         | 14         | 0          | 8          | 655    | 466    | 189    | 22 | 78     |
| 4    | Bedford Blues       | 22         | 12         | 0          | 10         | 623    | 599    | 24     | 16 | 64     |
| 5    | London Welsh        | 22         | 11         | 1          | 10         | 442    | 528    | −86    | 12 | 58     |
| 6    | Jersey Reds         | 22         | 11         | 1          | 10         | 465    | 466    | −1     | 11 | 57     |
| 7    | Nottingham RFC      | 22         | 10         | 0          | 12         | 494    | 483    | 11     | 16 | 56     |
| 8    | London Scottish     | 22         | 10         | 0          | 12         | 463    | 453    | 10     | 9  | 49     |
| 9    | Cornish Pirates     | 22         | 8          | 1          | 13         | 530    | 570    | −40    | 15 | 49     |
| 10   | Rotherham Titans    | 22         | 8          | 0          | 14         | 454    | 621    | −167   | 6  | 38     |
| 11   | Ealing Trailfinders | 22         | 6          | 1          | 15         | 523    | 605    | −82    | 11 | 37     |
| 12   | Moseley RFC         | 22         | 4          | 0          | 18         | 416    | 715    | −299   | 10 | 26     |

|  | Semifinalistas.                     |
|  | Descendidos a la National League 1. |

## Fase final

### Semifinal

#### Semifinal 1
| 1 de mayo de 2016 | Yorkshire Carnegie | 17 - 30 | Doncaster Knights |  |  |

| 8 de mayo de 2016 | Doncaster Knights | 14 - 17 | Yorkshire Carnegie |  |  |

#### Semifinal 2
| 1 de mayo de 2016 | Bedford Blues | 16 - 45 | Bristol Bears |  |  |

| 8 de mayo de 2016 | Worcester Warriors | 45 - 19 | Bedford Blues |  |  |

### Final
| 18 de mayo de 2016 | Doncaster Knights | 13 - 28 | Bristol Bears |  |  |

| 25 de mayo de 2016 | Bristol Bears | 32 - 34 | Doncaster Knights |  |  |

| Bandera de Inglaterra |
| Campeón Bristol Bears |
| Tercer título         |